# Rüsselbande
Rüsselbande ist ein Kinderspiel des amerikanischen Spieleautors Alex Randolph. Das Spiel für zwei bis sieben Spieler ab sechs Jahren dauert etwa 20 Minuten pro Runde. Es ist im Jahr 2001 bei dem Verlag Drei Magier Spiele erschienen, der später zur Kinderspielmarke von Schmidt Spiele wurde. Im gleichen Jahr wurde das Spiel für das Kinderspiel des Jahres nominiert.

## Thema und Ausstattung
Bei Rüsselbande handelt es sich um ein Würfelbrettspiel, bei dem es um ein Schweinerennen geht. Die Mitspieler müssen jeweils ihr Schwein möglichst schnell über einen Parcours zu Ziel bringen, wobei diese aufgrund des engen Weges teilweise übereinander gestapelt werden. Gewinner ist der Spieler, der sein Schwein zuerst das Ende der Rennstrecke erreicht.
Der Inhalt der Spieleschachtel besteht neben der Spielanleitung aus acht Spielplanteilen, die zu der Rennstrecke zusammengelegt werden, sieben Ferkelfiguren aus Holz in verschiedenen Farben, sieben Holzscheiben und eine sechsseitigen Würfel. Der Würfel besitzt die Seiten 1, 1 und 3 in schwarz sowie 2, 3 und 4 in rot.

## Spielweise
Vor dem Spiel wird die Rennstrecke aus den acht Streckenteilen beliebig zusammengelegt, sodass sie jedoch jederzeit verlängert werden kann, und jeder Spieler bekommt ein Ferkel und eine Holzscheibe in einer Farbe. Ein ausgewählter Startspieler („wer als nächster Geburtstag hat“) bekommt den Würfel und alle Ferkel werden vor das erste Wegteil an der Startlinie platziert.
Gespielt wird reihum im Uhrzeigersinn. Der jeweils aktive Spieler wirft den Würfel und zieht sein Ferkel um die geworfene Augenzahl vorwärts. Wirft der Spieler eine schwarze 1, darf er nochmals Würfeln und ziehen. Wirft der Spieler eine schwarze 3, darf er dann nochmal würfeln und ziehen, wenn sich sein Ferkel vor dem Wurf an letzter Stelle im Rennen befand. Landet ein Ferkel beim Ziehen auf einem Feld, auf dem sich bereits ein anderes Ferkel befindet, wird es auf diese gesetzt und die jeweils unteren Ferkel müssen alle auf ihm befindlichen Ferkel bei ihrem Zug mitnehmen. Einmal im Spiel darf jeder Spieler den Weg um ein Plättchen verlängern. Um dies zu tun, setzt er seine Holzscheibe ein und nimmt das vorderste Plättchen, das er hinten an den Weg anlegt. Das Plättchen muss allerdings leer sein, es darf sich also kein Ferkel darauf befinden.
Der Spieler, dessen Schwein zuerst das letzte Feld des letzten Wegplättchens erreicht oder überschreitet, gewinnt das Spiel. Befinden sich auf diesem weitere Ferkel, haben diese gemeinsam mit ihrem Träger gewonnen.

## Ausgaben und Rezeption
Das Spiel Rüsselbande wurde von Alex Randolph entwickelt und im Jahr 2001 bei dem Spieleverlag Drei Magier Spiele in einer multilingualen Version veröffentlicht, der später zur Kinderspielmarke von Schmidt Spiele wurde. In der Folge erschienen weitere Sprachversionen von dem Spiel bei unterschiedlichen Verlagen: 2003 erschien das Spiel bei Tactic auf Schwedisch („Snabba Grisar“), Norwegisch („Griseflukten“), Dänisch („Griseflugten“), Niederländisch („Vrolijke biggetjes“) und Finnisch („Saparoralli“). Drei Magier veröffentlichte das Spiel 2004 auf Französisch („La Bande des Porcelets“) und auf Deutsch als Mini-Rüsselbande. Bei Devir erschien 2013 eine iberische Version auf Spanisch und Portugiesisch („La cuadrilla de los cerditos“) und bei Lion Rampant Imports eine englische und französische Version für den nordamerikanischen Markt („The Piggyback Brigade“).
2001 wurde das Spiel neben Im Märchenwald von Markus Nikisch und Klondike von Stefanie Rohner und Christian Wolf zum ersten Kinderspiel des Jahres nominiert, wobei sich Klondike gegen die Konkurrenten durchsetzen konnte. 
Das Transportelement der Rüsselbande wurde in der Folge auch in andere Spiele integriert. So taucht es bei dem Kinderspiel Spinderella, bei dem sich Ameisen von anderen transportieren lassen können, und bei dem Familienspiel Camel Up, einem Kamelrennen mit „Huckepack“-Option, auf.

## Belege
1. 1 2  Rüsselbande auf der Website des Spiel des Jahres e.V.; abgerufen am 16. Juli 2019.
2. 1 2 3 4 5  Rüsselbande - das quiekvergnügte Ferkelrennen (Memento vom 16. Juli 2019 im Internet Archive), Spielanleitung bei Schmidt Spiele
3. ↑  Versionen von Rüsselbande in der Spieledatenbank BoardGameGeek (englisch); abgerufen am 14. Juli 2019.